# Université de Kwangwoon (métro de Séoul)
Pour l’article homonyme, voir Université Kwangwoon.
Université de Kwangwoon (hangeul : 광운대 ; hanja : 光云大, officiellement (en anglais : Kwangwoon University) est une station de correspondance entre la ligne 1 et la ligne Gyeongchun du métro de Séoul. Elle est située au 98-2 Seokgyero, quartier Wolgye 2-dong dans l'arrondissement Nowon-gu de Séoul, en Corée du Sud.
La gare d'origine, dénommée Yeonchon est ouverte en 1911, elle est renommée Seongbuk en 1971, avant de devenir une station de la ligne 1 du métro de Séoul en 1974. Elle est renommée Université de Kwangwoon en 2013 et devient une station de correspondance avec la ligne Gyeongchun, mise aux normes du métro, en 2014.

## Situation sur le réseau

Plan du réseau (2023)

La station Université de Kwangwoon est une station de correspondance entre la ligne 1 et la ligne Gyeongchun du métro de Séoul, : 
sur la ligne 1, établie en surface, elle est située entre la station Seokgye, en direction du terminus ouest Incheon ou du terminus sud Sinchang via la station de bifurcation Guro, et la station Wolgye en direction du terminus nord Yeoncheon. Seongbuk, l'un des cinq dépôts de la ligne 1, est situé à proximité ;
sur la ligne Gyeongchun, établie en surface, elle est le terminus, nord de la branche de Mangu à Université de Kwangwoon, avant la station Sangbong en direction du terminus Mangu, qui est une station de bifurcation terminus sud-ouest de la ligne principale en direction du terminus nord-est Chuncheon.

## Histoire

### Gare ferroviaire
La gare, dénommée Yeonchon, est mise en service le 15 octobre 1911 sur la ligne Gyeongwon, lors de l'ouverture à l'exploitation de la section de Yongsan à Uijeongbu. Le 5 juillet 1939 elle est également desservie par la ligne Gyeongchun, section de Seongdong et Chuncheon. Elle est nationalisée le 5 mars 1963 lors de la décision prise par le gouvernement militaire américain,,.
Elle est renommée Seongbuk le 7 avril 1970. Une base de fret y est aménagée en 1971.

### Station de métro
La station Seongbuk du métro est ouverte le 15 août 1974 lors de l'ouverture à l'exploitation de la ligne  1 du métro de Séoul, entre Seongbuk et Incheon,.
Elle est renommée Université de Kwangwoon le 25 février 2013. et devient une station de correspondance le 4 novembre 2013, lors de l'ouverture à l'exploitation de la branche, dite ligne Mangu, de la ligne Gyeongchun rénovée en ligne aux normes du métro à double voie électrifiées. Le quai 5, qui était un quai haut aux normes des trains a été réaménagé en quai bas au normes du métro.

## Services aux voyageurs

### Accès et accueil
La station est située au 98-2 Seokgyero, dans le quartier Wolgye 2-dong. Elle dispose de trois bouches numérotées de 1 à 3.

La station
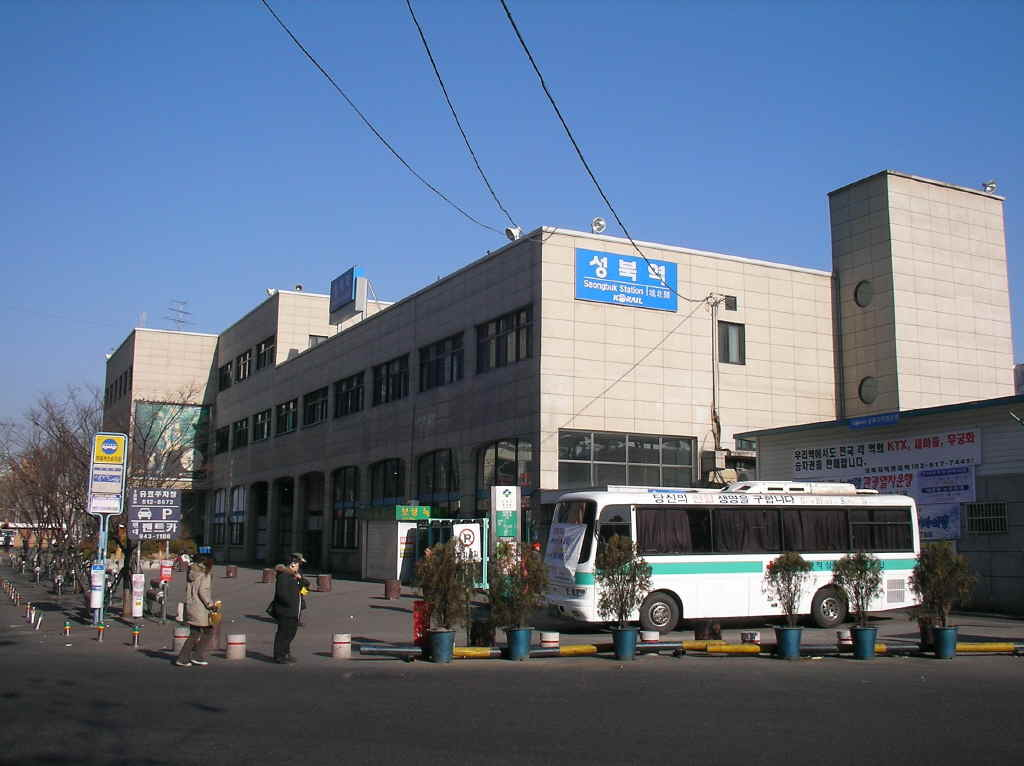
En 2006.
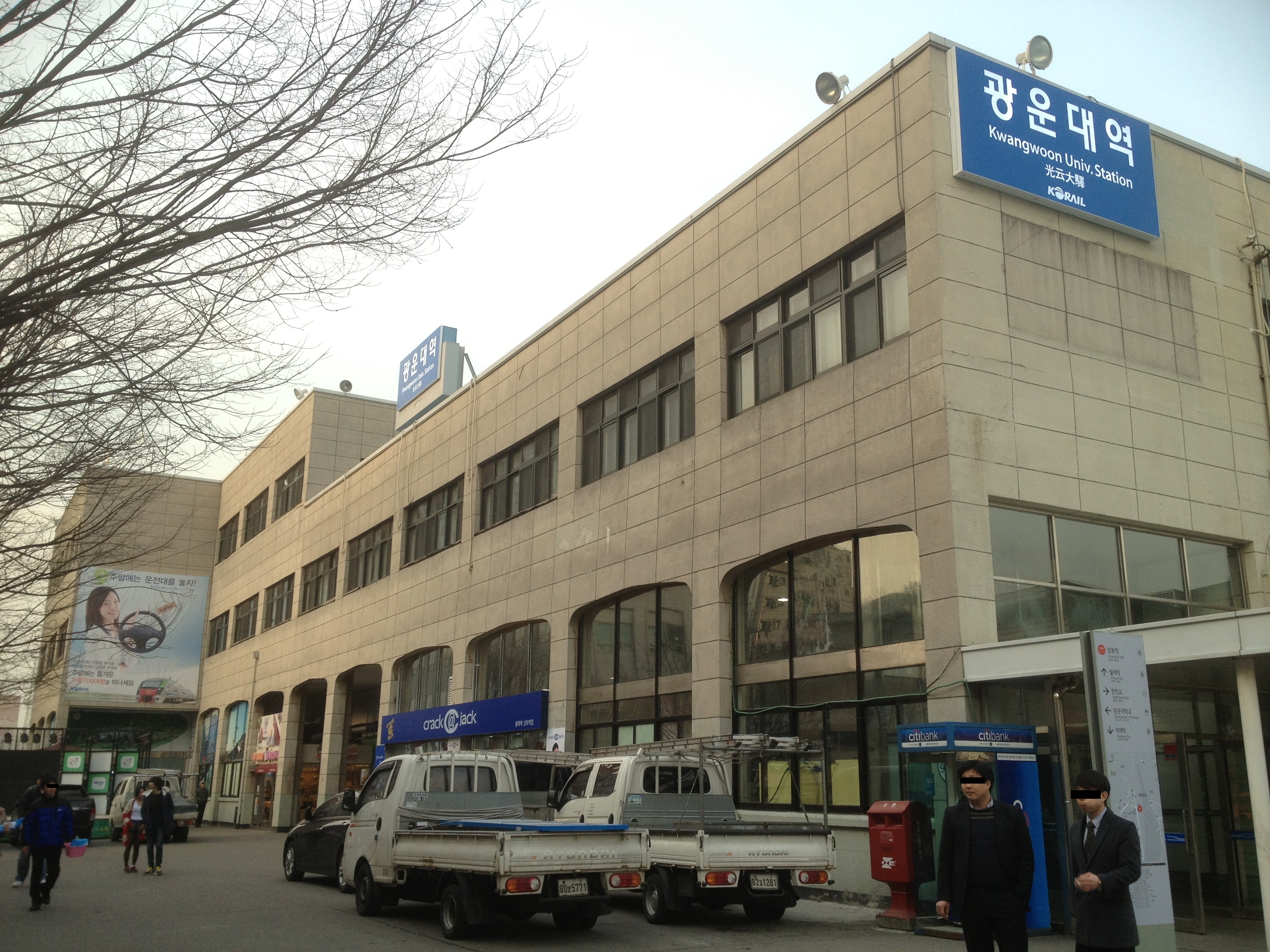
En 2013.
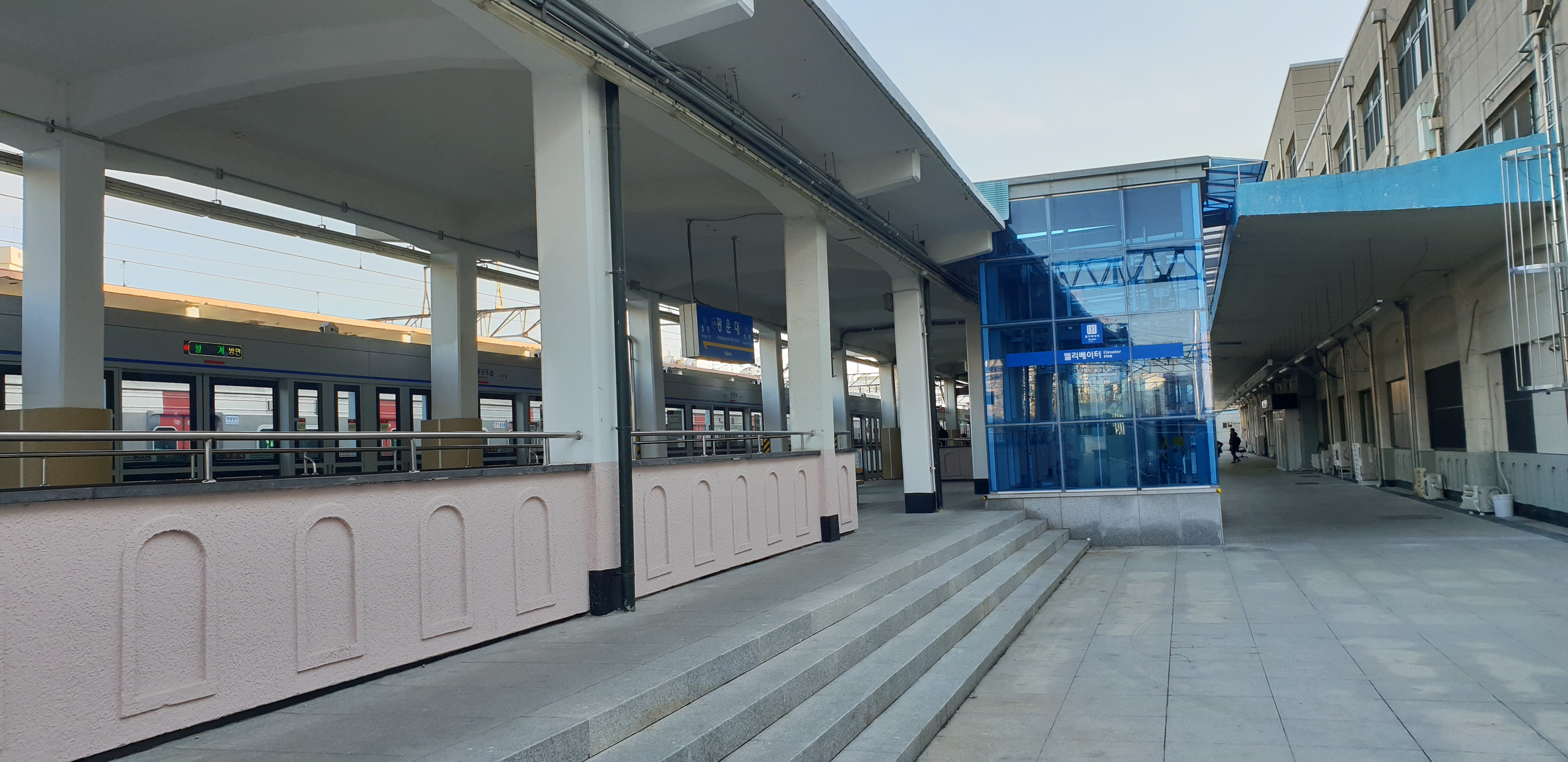
En 2018.

### Desserte
Université de Kwangwoon, dispose d'un quai latéral et deux quais centraux. Les quais 1, 2 et 3, équipés de portes palières, sont utilisés pour les rames omnibus et express de la ligne 1. Le quai 5 est desservi par la ligne Gyeongchun.

Quais ligne 1
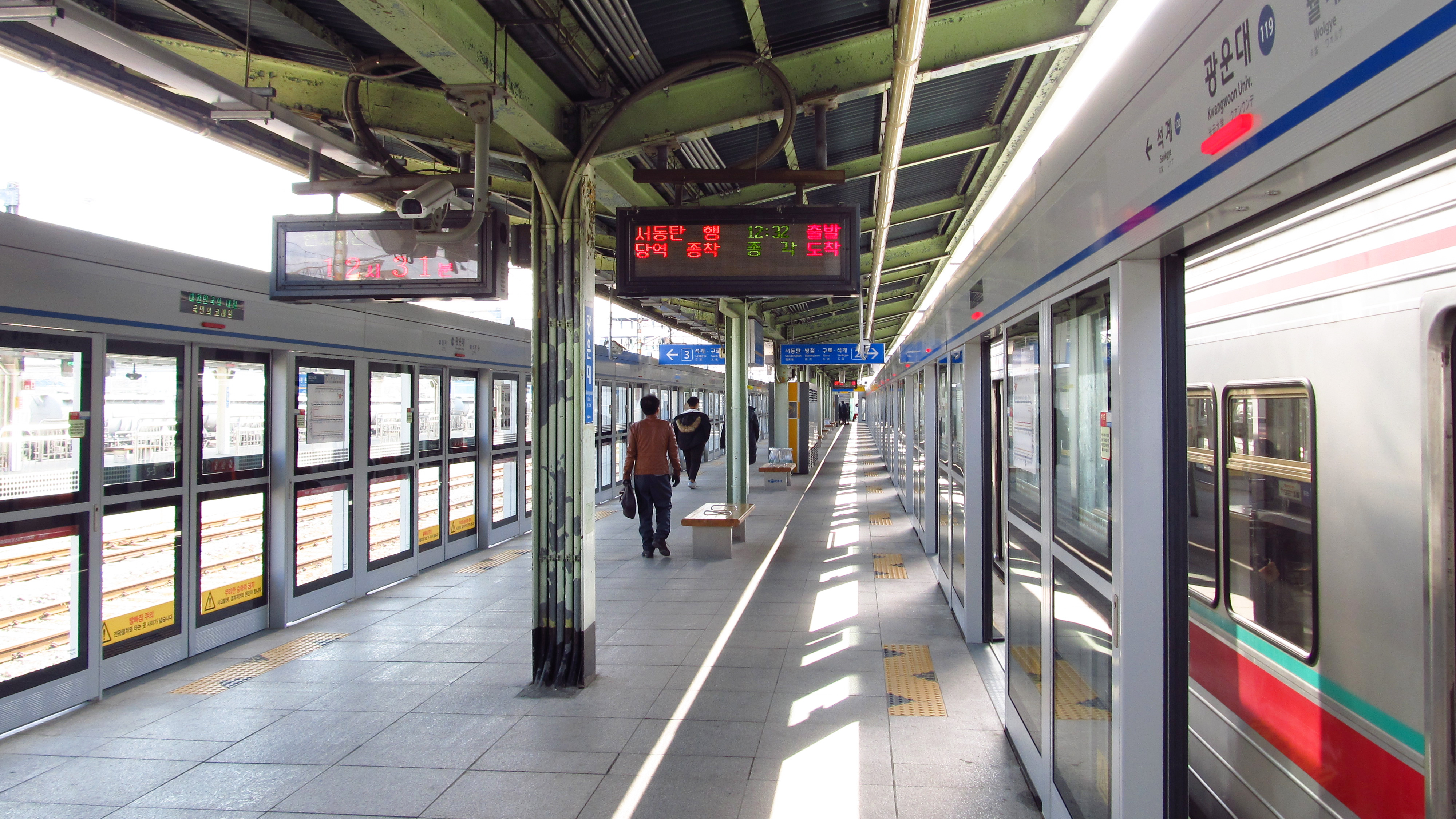
En 2018.
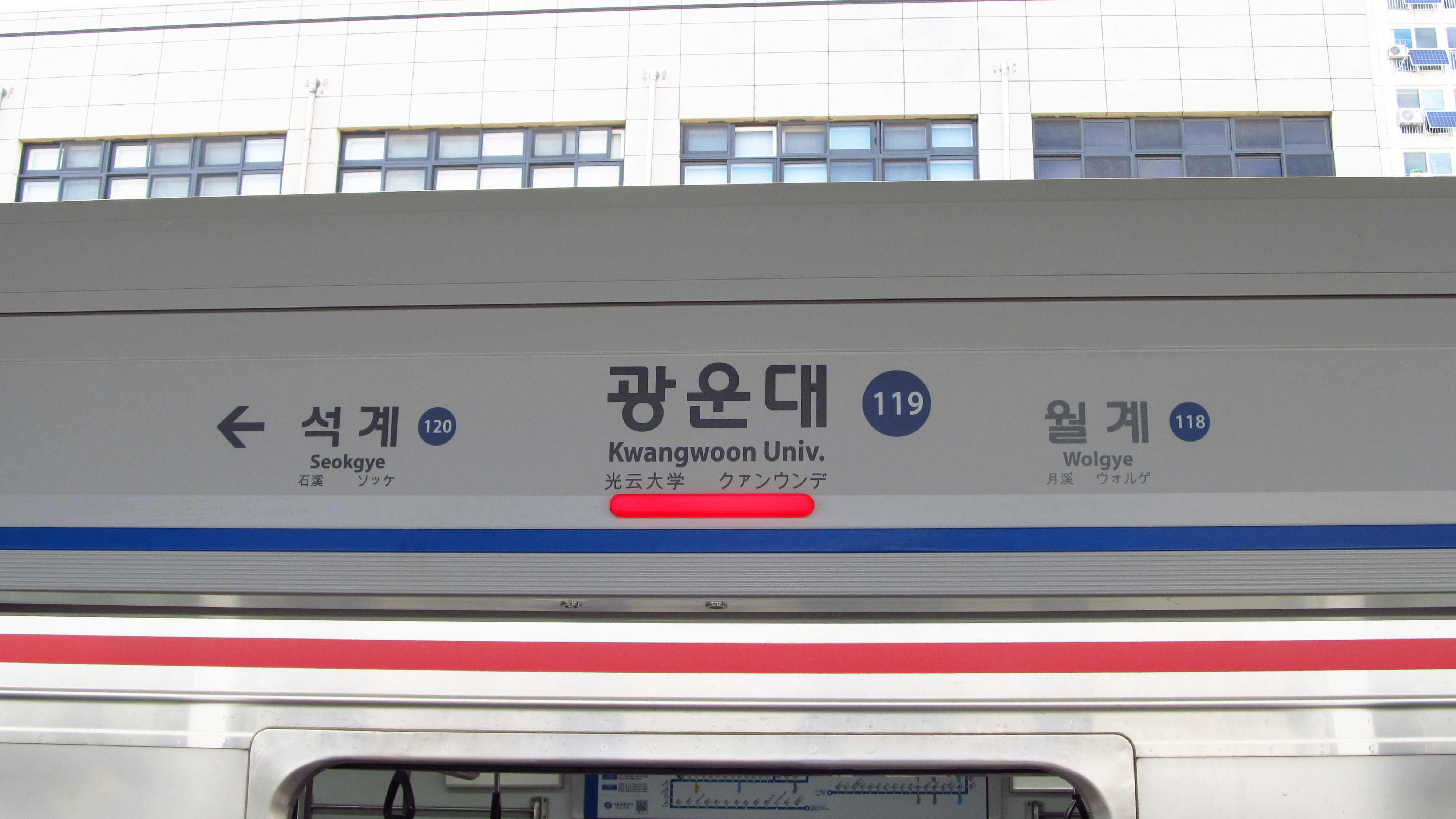
En 2018.
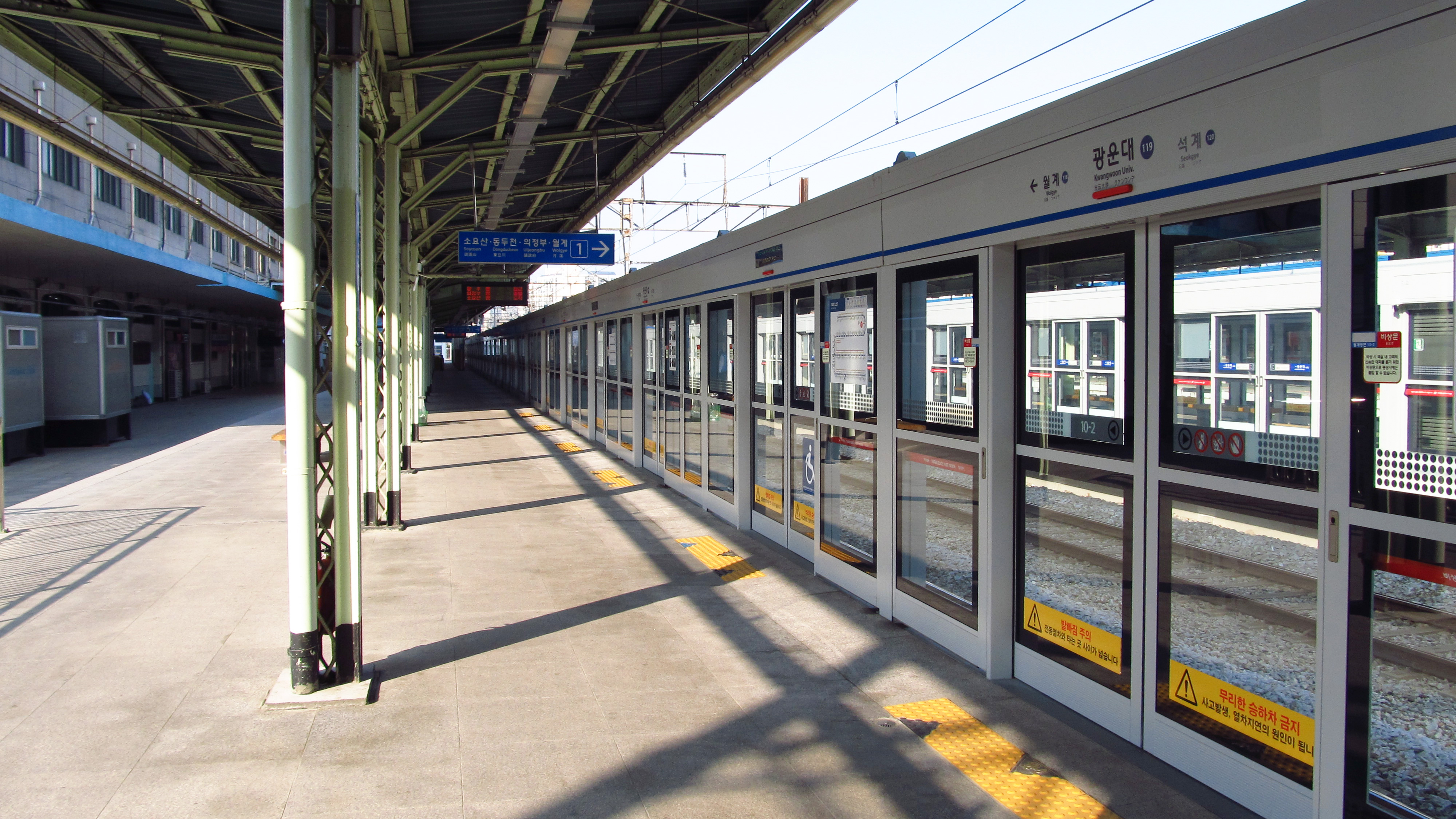
En 2018.

### Intermodalité
Des arrêts de bus sont situés à proximité.